# Placodonts
Els placodonts (Placodontia, gr. 'dents de tauletes') són un ordre de sauròpsids sauropterigis marins, que van viure en el període Triàsic.

## Sistemàtica
- Ordre Placodontia
  - Gènere Saurosphargis
    - Família Paraplacodontidae

  - Gènere Paraplacodus
    - Família Placodontidae

  - Gènere Placodus
    - Superfamilia Cyamodontoidea
      - Família Henodontidae

    - Gènere Henodus
      - Família Cyamodontidae

    - Gènere Cyamodus
    - Gènere Protenodontosaurus
      - Família Placochelyidae

    - Gènere Placochelys
    - Gènere Psephoderma